# Château de Lumes
Le château de Lumes correspond aux vestiges d'un château, situé à Lumes, en Ardennes, sur le bord de la Meuse, et situé à l'origine à la frontière du royaume de France, à un endroit stratégique, légèrement au sud de la ville de Mézières.

## Localisation
L'emplacement du château est aujourd'hui entre la route principale traversant la commune de Lumes, la D33, et la voie ferrée qui sépare désormais ces vestiges de la Meuse.

## Description
Divers sondages et fouilles archéologiques entreprises à partir de 1991 ont mis en évidence la présence d'une galerie casematée sous les restes issus de la destruction des remparts et couverts par une couche de terre et de verdure. Cette galerie comporte des canonnières  disposées à intervalles réguliers permettant le tir par arquebuse ou l'usage d'artillerie légère, avec des évents permettant l'évacuation des fumées.
Le rempart actuel, sous un remblai d'environ 2 mètres d'épaisseur, mesure 3 mètres de large sur 4 à 6 mètres de haut. Les restes de deux tours cylindriques d'environ 15 mètres de diamètre sont visibles aux extrémités de la galerie casematée et une petite tour d'environ 5 mètres de diamètre a été également repérée (sondages de 1995).
Le château était entouré à une distance d'environ 20 mètres de sa base par un fossé d'eau d'environ 4,50 mètres de largeur..

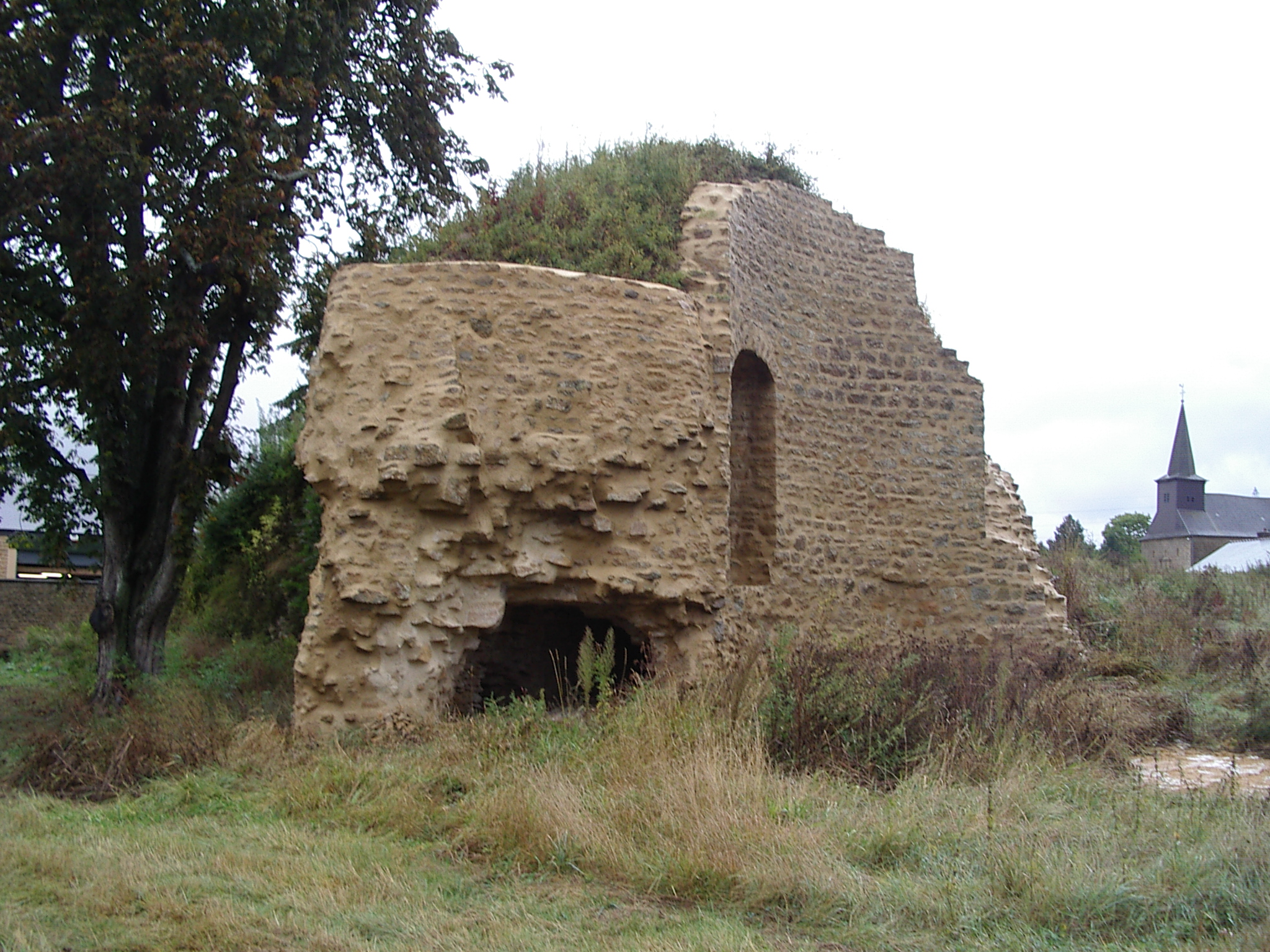
Vestige de tour cylindrique
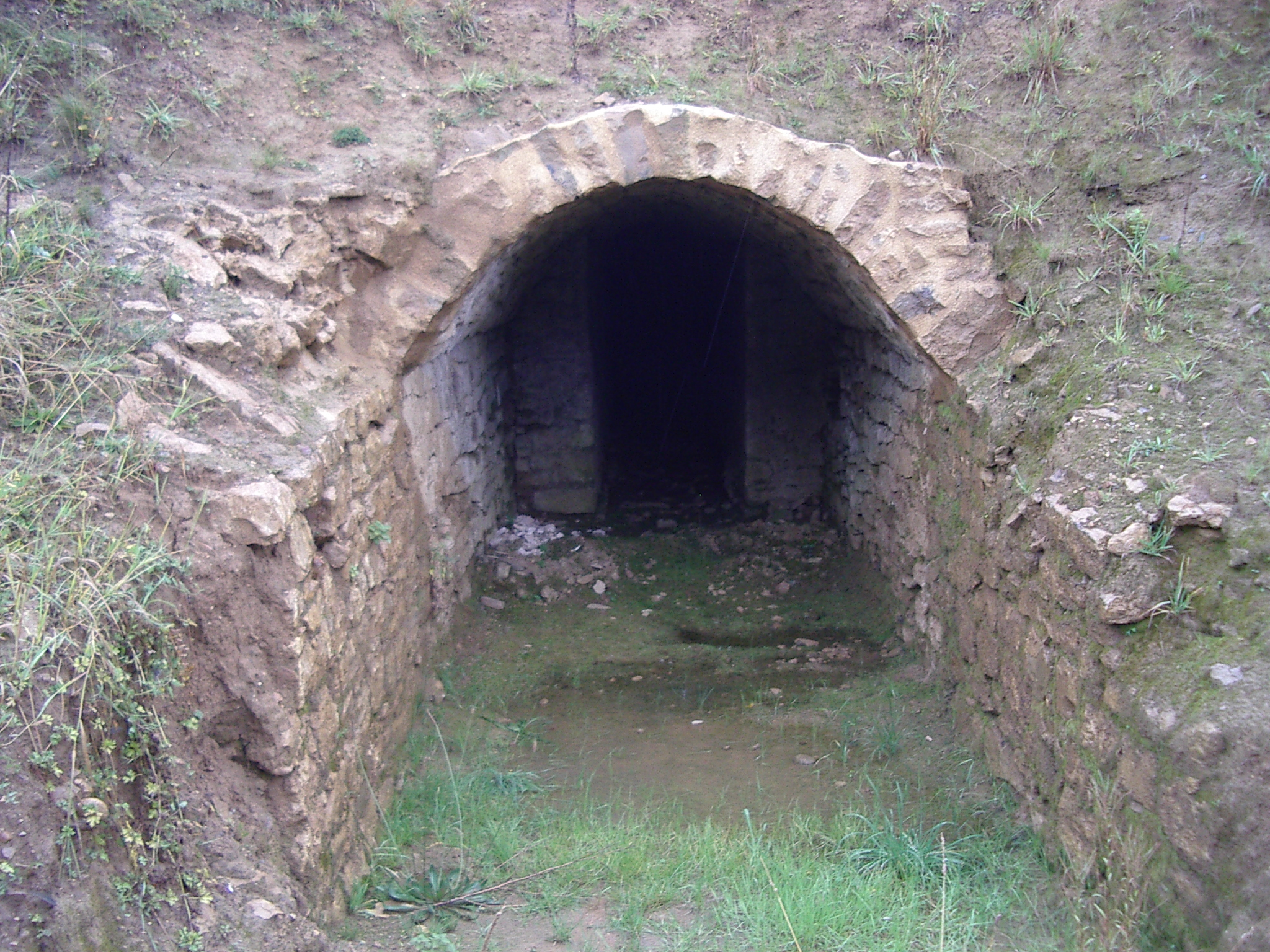
Entrée de Casemate
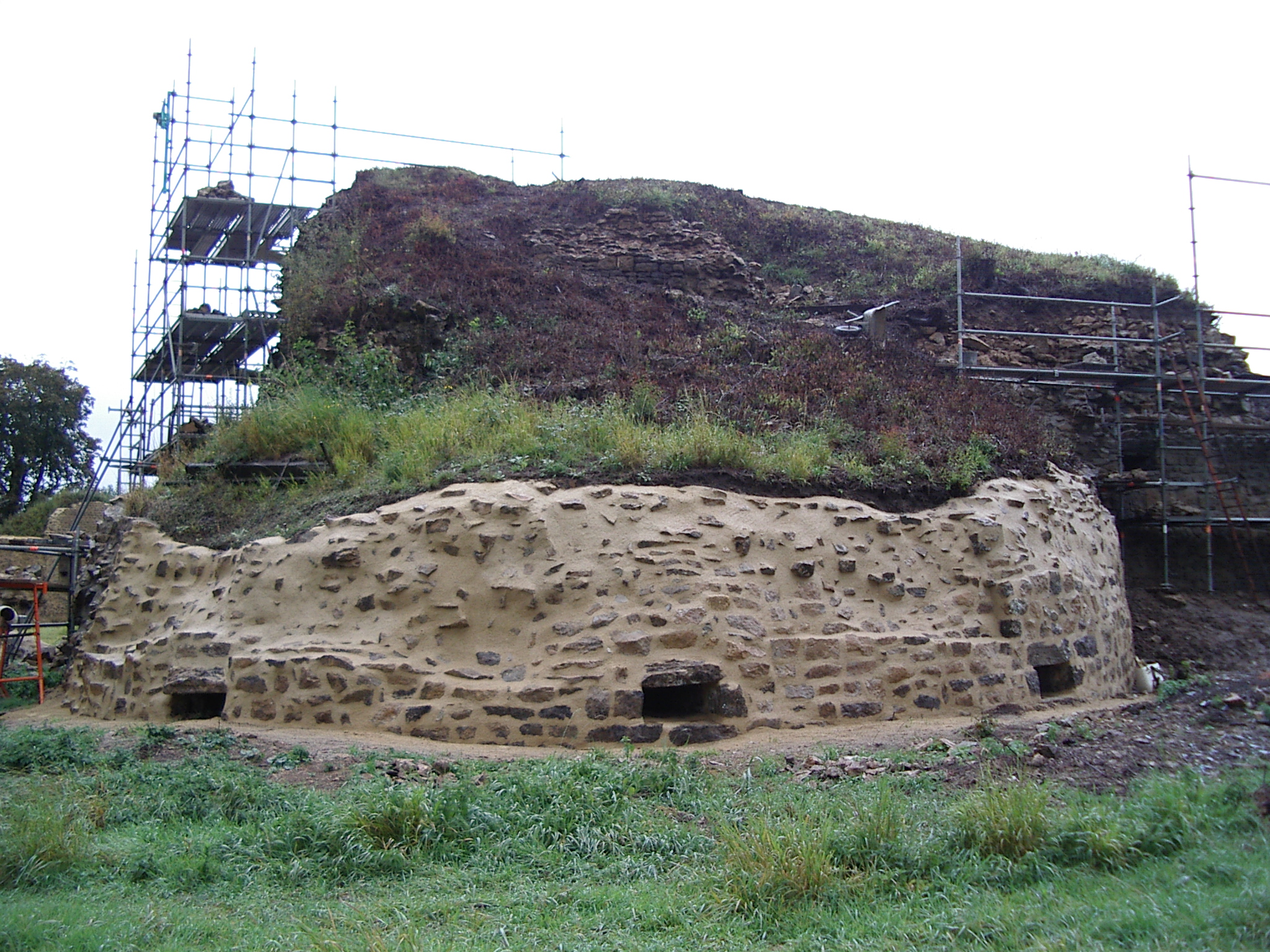
Galerie casematée canonnières
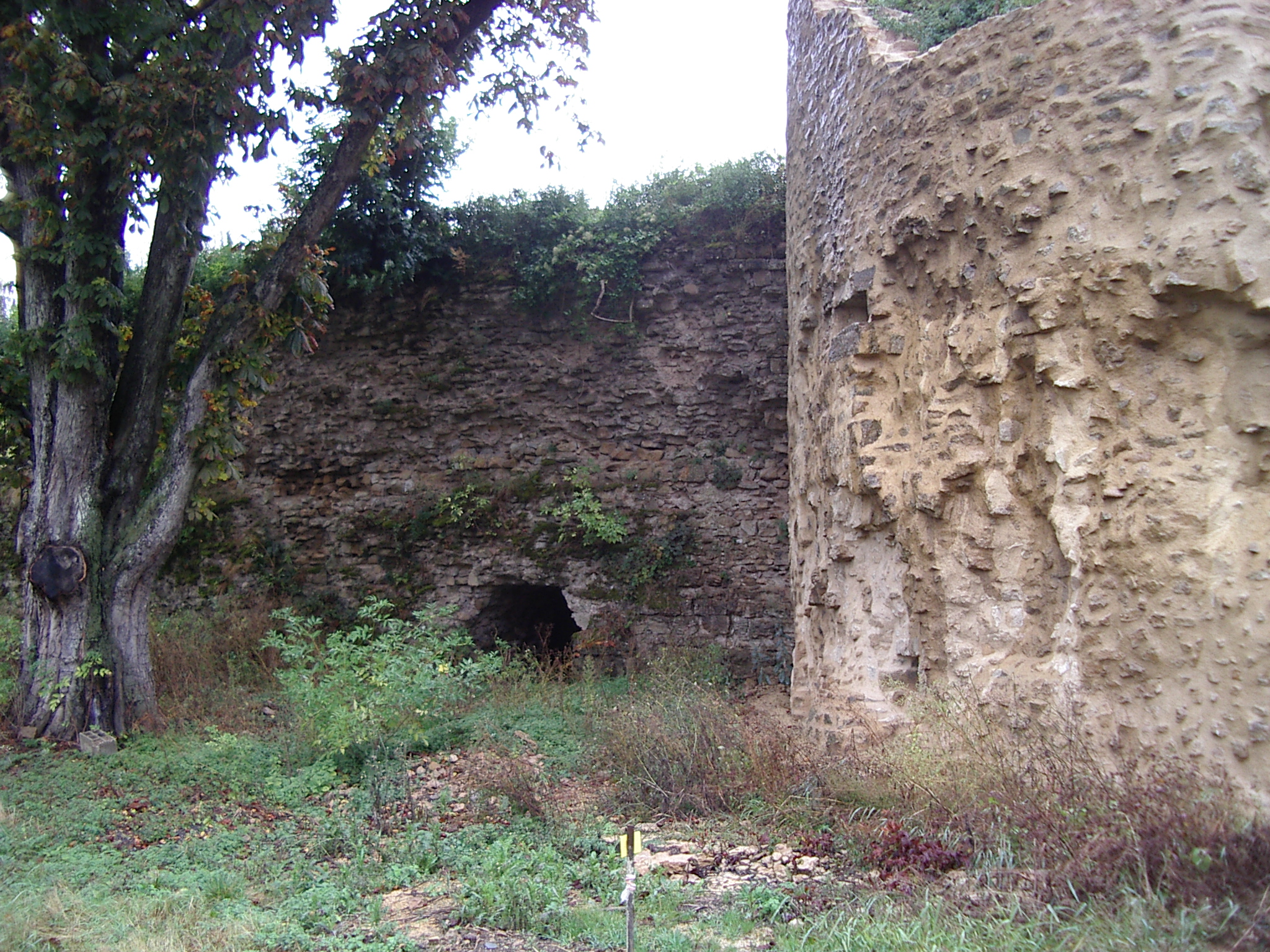
Vestiges de remparts

## Historique
La date de construction du château est probablement antérieure au XVe siècle, mais les premiers documents connus le concernant remontent au XVIe siècle quand François d’Aspremont seigneur de Buzancy, par mariage, entre en possession de Lumes et « fait fortifier le  château »  qui avec celui qu'il a fait construire au Waridon lui permet de contrôler les accès à la ville de Mézières (Arches) dont les habitants l'appelaient « le cruel ennemi ».
Les fortifications terminées vers 1520, le compte d'Aspremont s'érige en souverain et s'affranchit de l'autorité des comtes de Rethel et du roi de France. Il se comporte en tyran et sa désobéissance finit par attirer le courroux de François Ier qui en 1534 assiège Lumes et soumet François d'Aspremont qui sauve sa tête grâce à l'intervention de Robert III de La Marck.
En 1550, François d’Aspremont fait du château le repaire de brigands de grand chemin, pillant, persécutant et levant des taxes en Champagne, Luxembourg et Pays de Liège. Il reconnaît Charles Quint comme suzerain en conflit avec le roi de France Henri II.
En 1552, François de Clèves, duc de Nevers, attaque le château de Lumes occupé par les troupes de Charles Quint, François d'Aspremont est blessé pendant l'attaque et meurt de cette blessure. Le château est pris par le capitaine de Villefranche et en grande partie détruit par François de Clèves. Dans ces commentaires sur cette campagne, François de Rabutin se montre critique en 1555 sur la conception de la forteresse : « Combien que ce chasteau ne se soit trouvé tant fort et défensable que le commun bruit tenoit, car avec ce qu'il estoit batable et subject à estre miné aisement, par devan on a trouvé beaucoup de fautes ; entre autres y avoit si peu d'espaces entre le rempart de la basse-court et la muraille du donjon, qu'il estoit impossible d'y mettre soldats ny artifices pour défendre une bresche ». Les tours subsistant servent les décennies suivantes de point d'observation, et sont encore citées en 1744 dans un inventaire des points constituant une ligne de défense sur la Meuse.
Aujourd'hui il ne reste que des ruines qui ont fait l'objet de fouilles à partir des années 1990.
L'édifice est inscrit au titre des monuments historiques en 1994.
Depuis 2013, des travaux de consolidation sont en cours.